# Max Molling

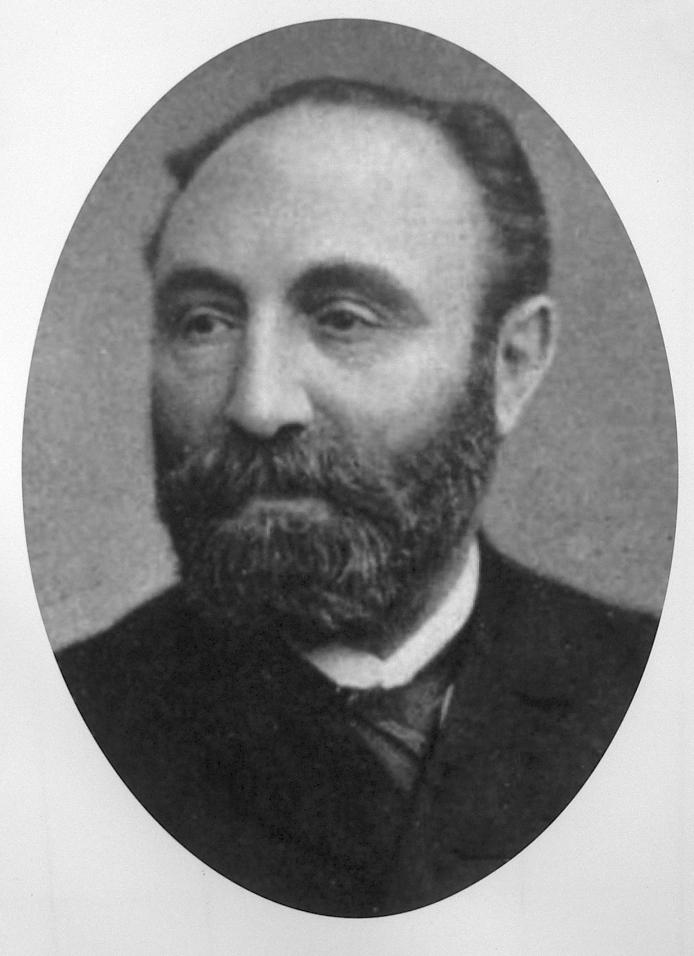
Max Molling

Max Molling (* 15. Januar 1834 in Hildesheim; † 14. März 1910 in Hannover) war ein deutscher Kaufmann und Begründer des Kaufhauses Max Molling & Co.

## Familie
Max Molling hatte drei Söhne, die zeitweilig ebenfalls in dem Kaufhaus Max Molling & Co. tätig waren:
- Benno Molling[2] (* 9. Juni 1863; † 6. März 1921),
  - der Sophie Ruben (* 7. Juni 1867; † 3. Mai 1932) heiratete und mit ihr den Sohn Arthur hatte (* 10. Dezember 1900; † 17. Oktober 1921);[3]
- Adolf Molling († 1921)[2][4]
- und den jüngsten Sohn, Gustav Molling.[2]

Nachdem sich Gustav Molling 1917 aus gesundheitlichen Gründen aus dem Unternehmen zurückgezogen hatte, trat 1919 dessen Schwiegersohn, Fritz Gottschalk, in das Unternehmen ein. Die Kinder Gottschalks wurden von dem Sportlehrer Fritz Strube unterrichtet und abgelichtet und in dessen 1926 erschienenen Buch Kinderturnen im Hause ... dargestellt.

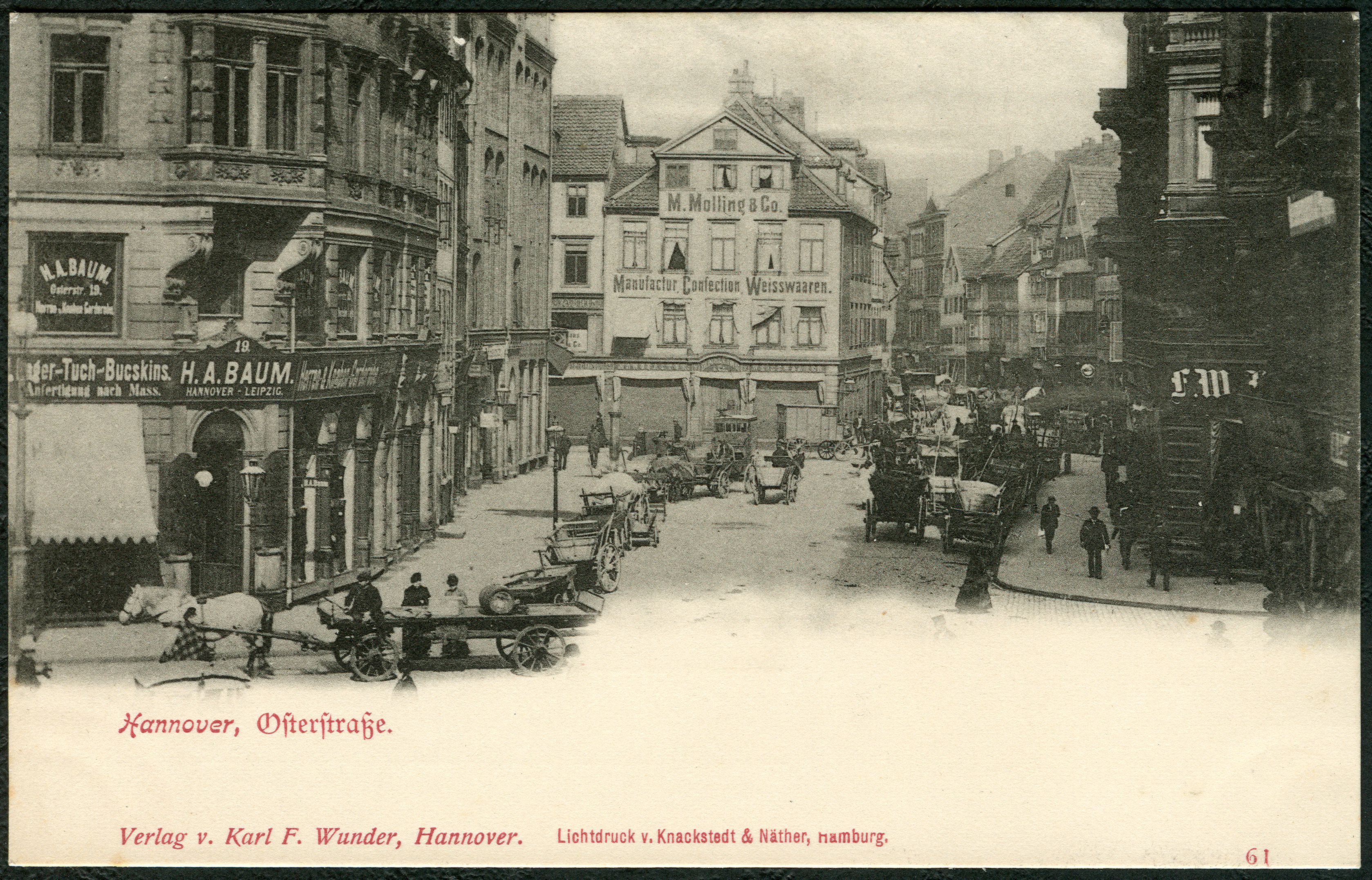
Blick um 1898 durch die Osterstraße auf das Kaufhaus von M. Molling & Co.; Ansichtskarte Nr. 61 von Karl F. Wunder, Lichtdruck von Knackstedt & Näther, Scan ermöglicht durch Heralde Schmitt-Ulms
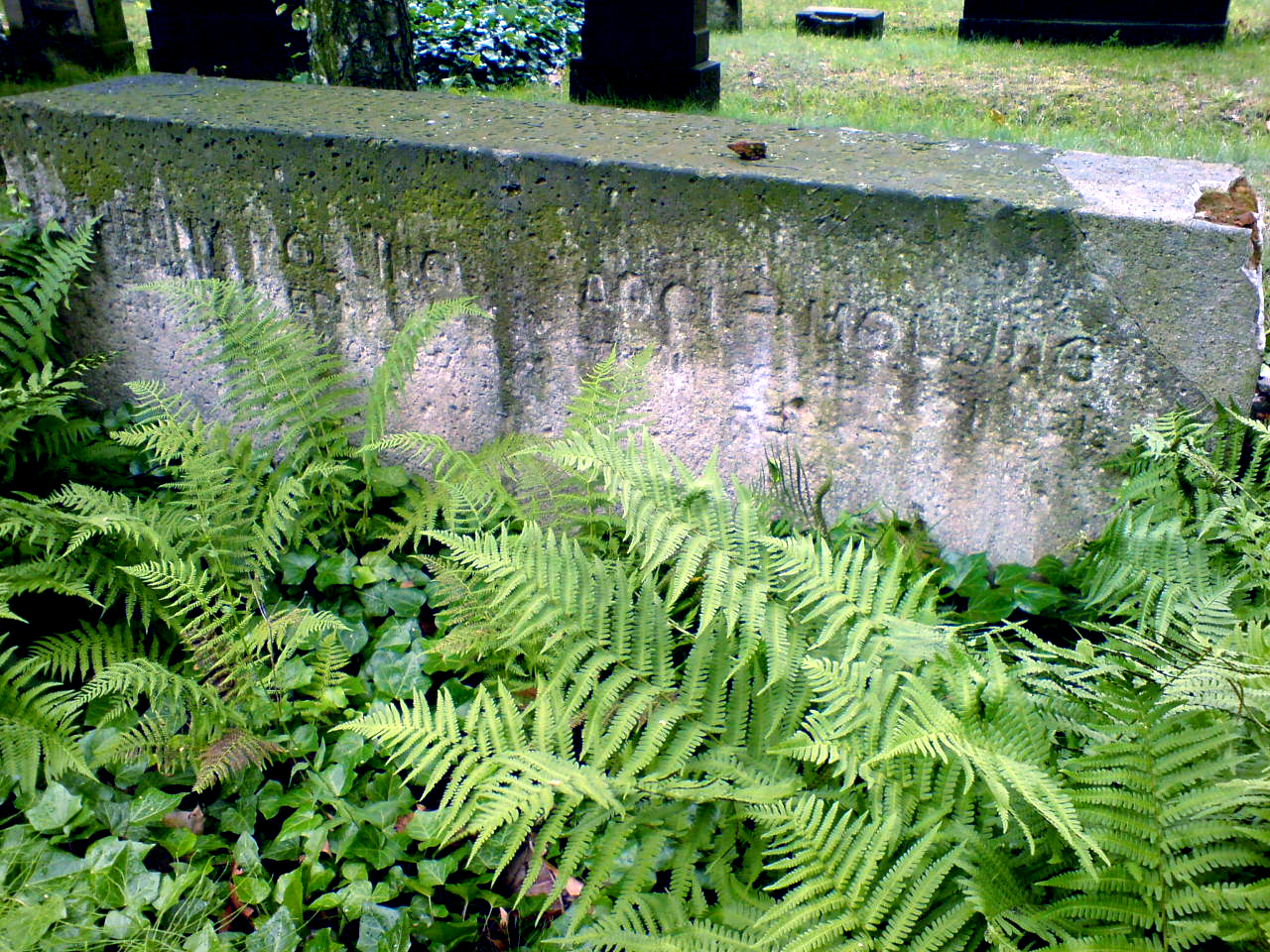
Grabmal von Arthur Molling und Henny auf dem Jüdischen Friedhof An der Strangriede
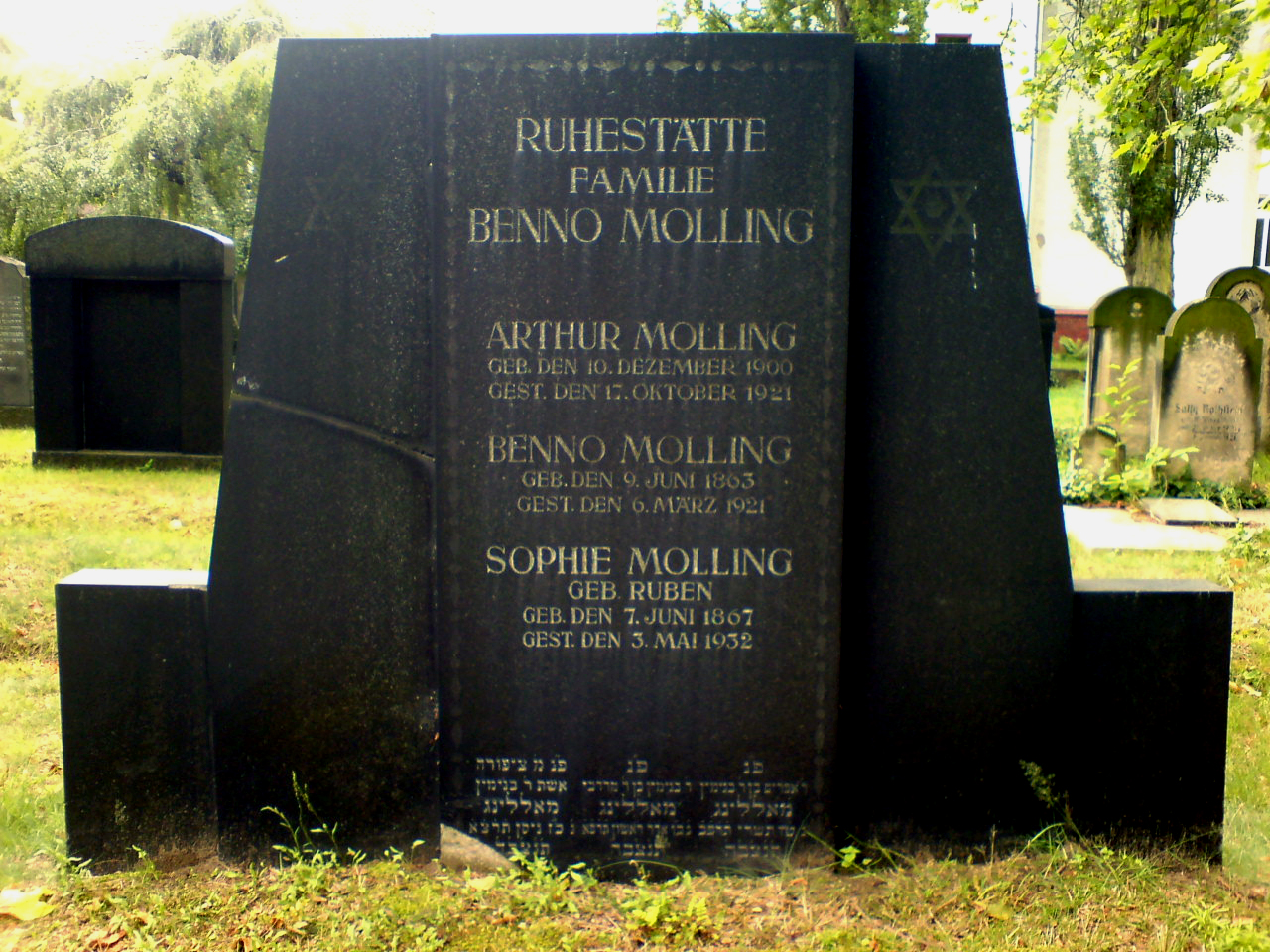
Grabstein Familie Benno und Arthur Molling sowie Sophie, geborene Ruben